# فيتور ريس (لاعب كرة قدم مواليد يناير 2006)
فيتور دي أوليفيرا نونيس دوس ريس (بالبرتغالية: Vitor de Oliveira Nunes dos Reis‏) (من مواليد 12 يناير 2006) هو لاعب كرة قدم برازيلي يلعب في مركز قلب الدفاع لصالح نادي بالميراس البرازيلي.

## المسيرة الكروية
وُلِد ريس في سانتانا، ساو جوزيه دوس كامبوس ، في ولاية ساو باولو البرازيلية، وبدأ مسيرته في أكاديمية R10 في بارايبا، الأكاديمية التي يديرها لاعب كرة القدم البرازيلي الدولي السابق روبينيو. ثم انضم قإلى أكاديمية نادي بالميراس في عام 2016 في سن العاشرة. 
أثبت نفسه كلاعب أساسي في فرق الشباب في نادي بالميراس، وغالبًا ما كان قائدًا للفرق التي لعب فيها، ولعب في نهائي نسخة 2022 من بطولة كأس البرازيل تحت 17 عامًا . ومع ذلك، أثناء المباراة اصطدم بلاعب من فريق فاسكو دا جاما وأصيب بارتجاج في المخ نتيجة لذلك، احتاج إلى نقله إلى المستشفى بعد استعادة وعيه على أرض الملعب.  وبعد المباراة، شكر ريس الجماهير على مواقع التواصل الاجتماعي، مؤكدًا أنه بخير بعد الحادث.  وقع عقده الاحترافي الأول مع بالميراس في نهاية موسم 2022، العقد الذي يمتد حتى عام 2025.  
في 11 أكتوبر 2023، تم اختياره من قبل صحيفة The Guardian الإنجليزية كواحد من أفضل اللاعبين المولودين في عام 2006 على مستوى العالم، إلى جانب زملائه السابقين في فريق بالميراس إندريك ولويس جيلهيرمي .  

## المسيرة الدولية
مثل ريس البرازيل على مستوى تحت 16 عامًا، وشارك في بطولة مونتايجو 2022. تم استدعاؤه إلى تشكيلة المنتخب تحت 17 عامًا في أكتوبر 2022 للمباريات الودية ضد تشيلي وباراجواي في الشهر التالي. 

## إحصائيات المهنة
آخر تحديث آخر تحديث ٤ أغسطس 2024.
| نادي                  | موسم                  | الدوري                         | الدوري    | الدوري  | باوليستا  | باوليستا | كأس البرازيل | كأس البرازيل | قارية     | قارية   | المجموع   | المجموع |
| نادي                  | موسم                  | قسم                            | المباريات | الأهداف | المباريات | الأهداف  | التطبيقات    | الأهداف      | التطبيقات | الأهداف | التطبيقات | الأهداف |
| --------------------- | --------------------- | ------------------------------ | --------- | ------- | --------- | -------- | ------------ | ------------ | --------- | ------- | --------- | ------- |
| بالميراس              | 2024                  | الدوري البرازيلي الدرجة الأولى | 8         | 1       | 0         | 0        | 1            | 0            | 0         | 0       | 9         | 1       |
| مجموع المسيرة المهنية | مجموع المسيرة المهنية | مجموع المسيرة المهنية          | 8         | 1       | 0         | 0        | 1            | 0            | 0         | 0       | 9         | 1       |

ا